# CP System III
La CP System III, CPS-3 o Capcom Play System 3 es una placa arcade que fue creada e introducida por Capcom en 1996 con el juego Red Earth (llamado Warzard en Japón). Es extremadamente poderosa en el manejo de las 2D; algunos fanes de los juegos de lucha se quedaron asombrados por la resolución de los personajes en pantalla y fluidas animaciones en títulos como Street Fighter III, además de otros juegos de este hardware. Esta fue la última placa arcade fabricada por Capcom antes de migrar a Sega NAOMI.

## Historia
La CPS-3 contiene una cantidad enorme de mecanismos de seguridad; los juegos eran vendidos en CD, el cual contiene el contenido cifrado de los juegos, un cartucho de seguridad que contiene una batería con un chip de descifrado y la BIOS del juego, y la CPU está basada en un SH-2, con la posibilidad de dos CPUs en una configuración maestro/esclavo. Cuando la placa de la CPS-3 se enciende al principio, los contenidos del CD son almacenados en un banco de las SIMMs. Los datos son descifrados a través del cartucho de seguridad.
La CPS-3 no fue un sistema arcade con mucho éxito, siendo solo seis el número total de juegos que fueron programados para ella. Los técnicos arcades estuvieron bastante descontentos con la fragilidad del sistema arcade, debido a que el cartucho es demasiado sensible; la CPS-3 no resiste bien los daños eléctricos o mecánicos, y cualquier intento de manipulación acabará por eliminar la clave de descifrado, dejando el juego inaccesible y el cartucho de seguridad inutilizable. También, el juego se volvía injugable cuando la batería del interior del cartucho de seguridad moría, lo cual tenía que ser reemplazado y pagado por el propietario. Street Fighter III: 2nd Impact es el único juego que permitía escribir los datos a los cartuchos muertos. Además, la CPS-3 solo tenía capacidad de renderizado de gráficos en 2D, estando en una época en la cual la mayoría de los juegos estaban siendo desarrollados sobre hardware capaz de renderizar en 3D. El coste del sistema era mayor que otras placas arcades de la época, y se rumoreaba que programar para la CPS-3 era bastante difícil.
El 2007, el método de encriptado fue descubierto mediante ingeniería inversa por Andreas Naive, haciendo posible la emulación.

## Especificaciones técnicas de la CPS-3
- CPU principal: Hitachi SH-2 a 25 MHz
- Almacenamiento: 
  - SCSI Lector de CD-ROM
  - RAM (cantidades variables)
  - Memoria Flash: 8 x 16 MB
- Chips de sonido: 8 bits, 16 canales, estéreo.
- Paleta de colores: 32 bits.
- Total de colores en pantalla: 32 768 (15-16 bits, RGB 555)
- Resolución en píxeles: 384×224 (original), 496×224 (widescreen)
- Juegos conocidos de este hardware: 6

## Lista de juegos
Todos los juegos son de combate frente a frente y desarrollados por Capcom.
| Fecha de lanzamiento     | Título en inglés                                    | Título en japonés                                                        |
| ------------------------ | --------------------------------------------------- | ------------------------------------------------------------------------ |
| 21 de noviembre de 1996  | Red Earth                                           | Warzard (ウォーザード)                                                   |
| 4 de febrero de 1997     | Street Fighter III: New Generation                  | Street Fighter III (ストリートファイターIII)                             |
| 30 de septiembre de 1997 | Street Fighter III 2nd Impact: Giant Attack         | Street Fighter III 2nd Impact (ストリートファイターIII 2nd Impact)       |
| 2 de diciembre de 1998   | JoJo's Venture                                      | JoJo no Kimyōna Bōken (ジョジョの奇妙な冒険)                             |
| 12 de mayo de 1999       | Street Fighter III 3rd Strike: Fight for the Future | Street Fighter III 3rd Strike (ストリートファイターIII 3rd Strike)       |
| 13 de septiembre de 1999 | JoJo's Bizarre Adventure: Heritage for the Future   | JoJo no Kimyōna Bōken Miraie no Isan (ジョジョの奇妙な冒険 未来への遺産) |